# Bawaka Mabele
Bawaka Mabele (ur. 9 czerwca 1988) – kongijski piłkarz grający na pozycji prawego obrońcy. Od 2013 jest zawodnikiem klubu AS Vita Club.

## Kariera klubowa
Swoją karierę piłkarską Mabele rozpoczął w klubie TP Mazembe. W sezonie 2007 zadebiutował w jego barwach w pierwszej lidze Demokratycznej Republiki Konga. W sezonach 2007, 2009 i 2011 wywalczył z Mazembe trzy tytuły mistrza Demokratycznej Republiki Konga. Wraz z TP Mazembe dwukrotnie wygrał Ligę Mistrzów (2009, 2010) oraz zdobył Superpuchar Afryki (2011). W 2010 roku grał w finale Klubowych Mistrzostw Świata, przegranym przez Mazembe 0:3 z Interem Mediolan.
Latem 2012 Mabele przeszedł do US Tshinkunku. Grał w nim przez dwa sezony. W 2013 roku został piłkarzem AS Vita Club z Kinszasy. W sezonie 2014/2015 wywalczył z nim mistrzostwo kraju.

## Kariera reprezentacyjna
W reprezentacji Demokratycznej Republiki Konga Mubele zadebiutował 7 czerwca 2013 w zremisowanym 0:0 meczu eliminacji do MŚ 2014 z Libią, rozegranym w Trypolisie. W 2015 roku został powołany do kadry na Puchar Narodów Afryki 2015. Rozegrał na nim cztery mecze: z Zambią (1:1), z Republiką Zielonego Przylądka (0:0), z Tunezją (1:1) i półfinale z Wybrzeżem Kości Słoniowej (1:3). Z kadrą Demokratycznej Republiki Konga zajął 3. miejsce w tym turnieju.